# Schnappburg
Die Schnappburg ist eine abgegangene spätmittelalterliche Burg der Grafen von Tecklenburg bei Barßel im niedersächsischen Landkreis Cloppenburg.

## Geschichte
Die Schnappburg wurde zu Beginn des 14. Jahrhunderts durch die Grafen von Tecklenburg zur Sicherung des äußersten Nordens ihres Herrschaftsgebietes gegenüber den Friesen und zur Kontrolle des Nord-Süd-Verkehrs erbaut.
Sie erschien erstmals im Jahr 1400 als „borgh tor Snappen“ in der historischen Überlieferung als die Grafen von Tecklenburg ihre Eroberung durch das Bistum Münster im Jahr 1394 legitimierten, indem sie die Anlage an den Bischof übertrugen. Dem Konflikt vorangegangen waren zahlreiche Raubzüge des Tecklenburger Grafens Nikolaus II. auf das Territorium des Niederstifts Münster.
1471 überfielen münsterische Soldaten des „Meiers von der Snappen“ in einer Fehde mit dem Grafen Gerd dem Mutigen von Oldenburg das Ammerland, worauf im Gegenzug die Schnappburg zerstört wurde. Danach wurde die Burg anscheinend nur noch als Zollstelle genutzt und ist mit der Zeit verfallen.

## Beschreibung
Die Burg liegt auf einer Halbinsel am Zusammenfluss des Barßeler und Nordloher Tiefs in der Niederung der Soeste. Früher trennte ein Halsgraben die Halbinsel vom Hinterland ab, dieser ist aber im Zuge von Eindeichungsmaßnahmen zugeworfen worden. Von der Burg selbst ist nur noch der Hügel vorhanden.